# Cauarana iheringi
Cauarana iheringi är en skalbaggsart som först beskrevs av Pierre Émile Gounelle 1910.  Cauarana iheringi ingår i släktet Cauarana och familjen långhorningar. Inga underarter finns listade.